# Classe Admiralen
La classe Admiralen fu una classe di cacciatorpediniere costruiti per la Koninklijke Marine olandese nel corso della seconda metà degli anni venti, e composta da otto unità; benché ormai obsoltete, tutte le unità della classe parteciparono alla seconda guerra mondiale: tutte le navi tranne una presero parte alla campagna delle Indie orientali olandesi, e tutte finirono affondate nel corso del conflitto.

## Il progetto
Le Admiralen vennero progettate nel corso dei primi anni '20, per rimpiazzare le ormai obsolete unità della classe Roofdier (la prima classe di cacciatorpediniere di costruzione olandese) realizzate tra il 1910 ed il 1913: le navi furono realizzate in collaborazione con la compagnia britannica Yarrow Shipbuilders, leader nella costruzione di questo tipo di unità, e prendendo a modello il nuovo cacciatorpediniere della Royal Navy HMS Ambuscade entrato in servizio in quello stesso periodo; le unità furono progettate esplicitamente per operare nelle Indie orientali olandesi, prevedendo anche soluzioni innovative come il dotarle di un idrovolante da ricognizione (anche se non furono installate catapulte per aerei, obbligando l'equipaggio a posare in acqua il mezzo con una gru per farlo decollare).
L'armamento principale (quattro cannoni da 120 mm in altrettante torri e sei tubi lanciasiluri da 533 mm) era in linea con le unità contemporanee, ma l'armamento antiaereo si dimostrò troppo ridotto ed obsoleto per gli standard successivi, basato come era su due cannoni da 75 mm e quattro mitragliatrici Browning M2; le unità furono costruite in due lotti di quattro navi ciascuno, con solo lievi modifiche tra un lotto e l'altro (come l'installazione di ulteriori quattro cannoni antiaerei da 40 mm sulle unità del secondo gruppo). Subito dopo l'entrata in guerra dei Paesi Bassi vi furono alcune lievi modifiche, come l'installazione su due navi di apparati ASDIC, ma la rapida eliminazione di queste unità impedì ulteriori ammodernamenti.

## Unità
Il nome della classe, "Admiralen", derivava dal fatto che tutte le unità portavano nomi di famosi ammiragli olandesi.

### Primo gruppo
| Nome      | Cantiere      | Impostazione   | Varo             | Entrata in servizio | Destino finale                                                                                        |
| --------- | ------------- | -------------- | ---------------- | ------------------- | --- |
| Evertsen  | Burgerhout    | 5 agosto 1925  | 29 dicembre 1926 | 12 aprile 1928      | affondata il 1º marzo 1942 da unità navali giapponesi durante la battaglia dello Stretto della Sonda  |
| Piet Hein | Burgerhout    | 16 agosto 1925 | 2 aprile 1927    | 25 gennaio 1928     | affondata il 19 febbraio 1942 da unità navali giapponesi durante la battaglia dello Stretto di Badung |
| Kortenaer | Burgerhout    | 24 agosto 1925 | 30 giugno 1927   | 3 settembre 1928    | affondata il 27 febbraio 1942 da unità navali giapponesi durante la battaglia del Mare di Giava       |
| Van Ghent | KM de Schelde | 28 agosto 1925 | 23 ottobre 1926  | 31 maggio 1928      | arenatasi al largo dell'isola di Bamidjo il 15 febbraio 1942 ed autoaffondata dall'equipaggio         |

### Secondo gruppo
| Nome          | Cantiere         | Impostazione   | Varo              | Entrata in servizio | Destino finale |
| ------------- | ---------------- | -------------- | ----------------- | ------------------- | --- |
| Van Galen     | Wilton-Fijenoord | 28 maggio 1927 | 28 giugno 1928    | 22 ottobre 1929     | affondata il 10 maggio 1940 nel porto di Rotterdam da attacchi aerei durante l'invasione tedesca dei Paesi Bassi; lo scafo fu recuperato e demolito dai tedeschi                                                                                                   |
| Witte de With | Wilton-Fijenoord | 28 maggio 1927 | 11 settembre 1928 | 20 febbraio 1930    | gravemente danneggiata il 27 febbraio 1942 durante la battaglia del Mare di Giava, lo scafo fu affondato il 1º marzo seguente da attacchi aerei giapponesi nel porto di Surabaya                                                                                   |
| Banckert      | Burgerhout       | 15 agosto 1928 | 14 novembre 1929  | 14 novembre 1930    | gravemente danneggiata da attacchi aerei ed autoaffondata nel porto di Surabaya il 2 marzo 1942; lo scafo fu recuperato dai giapponesi ma non riparato, tornando in mani olandesi alla fine del conflitto. Affondata infine come nave bersaglio nel settembre 1949 |
| Van Nes       | Burgerhout       | 15 agosto 1928 | 20 marzo 1930     | 12 marzo 1931       | affondata il 17 febbraio 1942 da attacchi aerei giapponesi al largo di Giava |